# 駒里信号場
駒里信号場（こまさとしんごうじょう）は、北海道千歳市駒里にある北海道旅客鉄道（JR北海道）石勝線の信号場である。電報略号はコサ。事務管理コードは▲132131。

## 歴史
追分線（現在の石勝線南千歳駅 - 追分駅間の建設線としての名称）の建設認可・着工時点では旅客駅として計画されていたが、建設中の人口減少や国鉄の要員問題を背景に信号場として開業となった経緯を持つ。

### 年表
- 1965年（昭和40年）12月28日：追分線、運輸大臣より建設認可。駒里に旅客駅の新設計画[4]。
- 1974年（昭和49年）11月29日：国鉄北海道総局長より、石勝線建設主体の日本鉄道建設公団札幌支社長へ駒里駅他の信号場化の申し入れ[4][5]。
- 1977年（昭和52年）6月24日：運輸大臣により、石勝線（追分線・紅葉山線・狩勝線）工事実施計画変更認可。このとき駒里は信号場に変更して認可[4][5]。
- 1981年（昭和56年）10月1日：日本国有鉄道石勝線全通に伴い駒里信号場として開設[1]。
- 1987年（昭和62年）4月1日：国鉄分割民営化によりJR北海道に継承[1]。
- 1995年（平成7年）度：石勝線・根室線高速化工事に伴い同年度に分岐器を弾性分岐器に交換[6]。

### 信号場名の由来
地名より。もともと当地はアイヌ語の「アウサㇽ（aw-sar）」（内・の葭原＝川股の中にある葭原）から「アウサリ」、漢字をあてる場合は「阿宇砂里」と呼ばれていた。
1951年（昭和26年）5月1日の字名整理改正で、アウサリの字名は駒里となった。これは和人入植時から第二次世界大戦前にかけて、当地から美々付近にかけての土地に犬上慶五郎（北海道鉄道〔のちの千歳線〕社長でもあった）が所有する犬上牧場が開かれており、戦後すぐの時点でも千歳町（当時）で飼養される馬の1/3が集中する地域であった。このため「駒が放牧されていた郷」の意で駒里となったといわれている。
なお、正式な地名のよみは現在「こまさと」であるが、地域住民の間では「こまのさと」と呼ばれることも多い。

## 構造
南千歳方から新得方に向かって左手から下り本線、上り本線の2線を有する単線行き違い型信号場。このほかそれぞれの進行方向に安全側線を設け、両方の分岐器をスノーシェルターで覆っている
開設当初より職員無配置の無人信号場である。

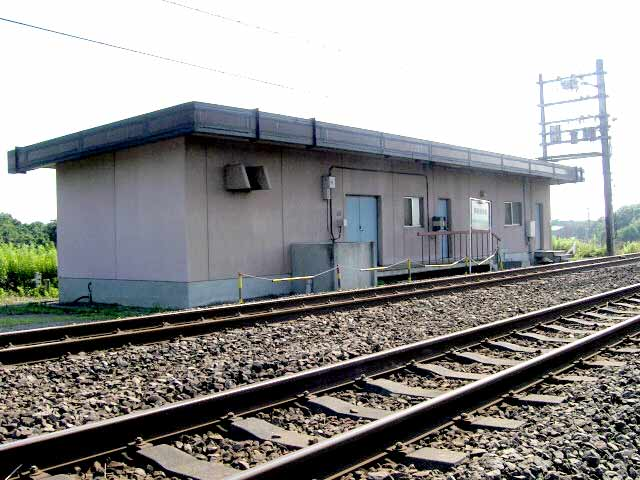
機械室（2004年7月）
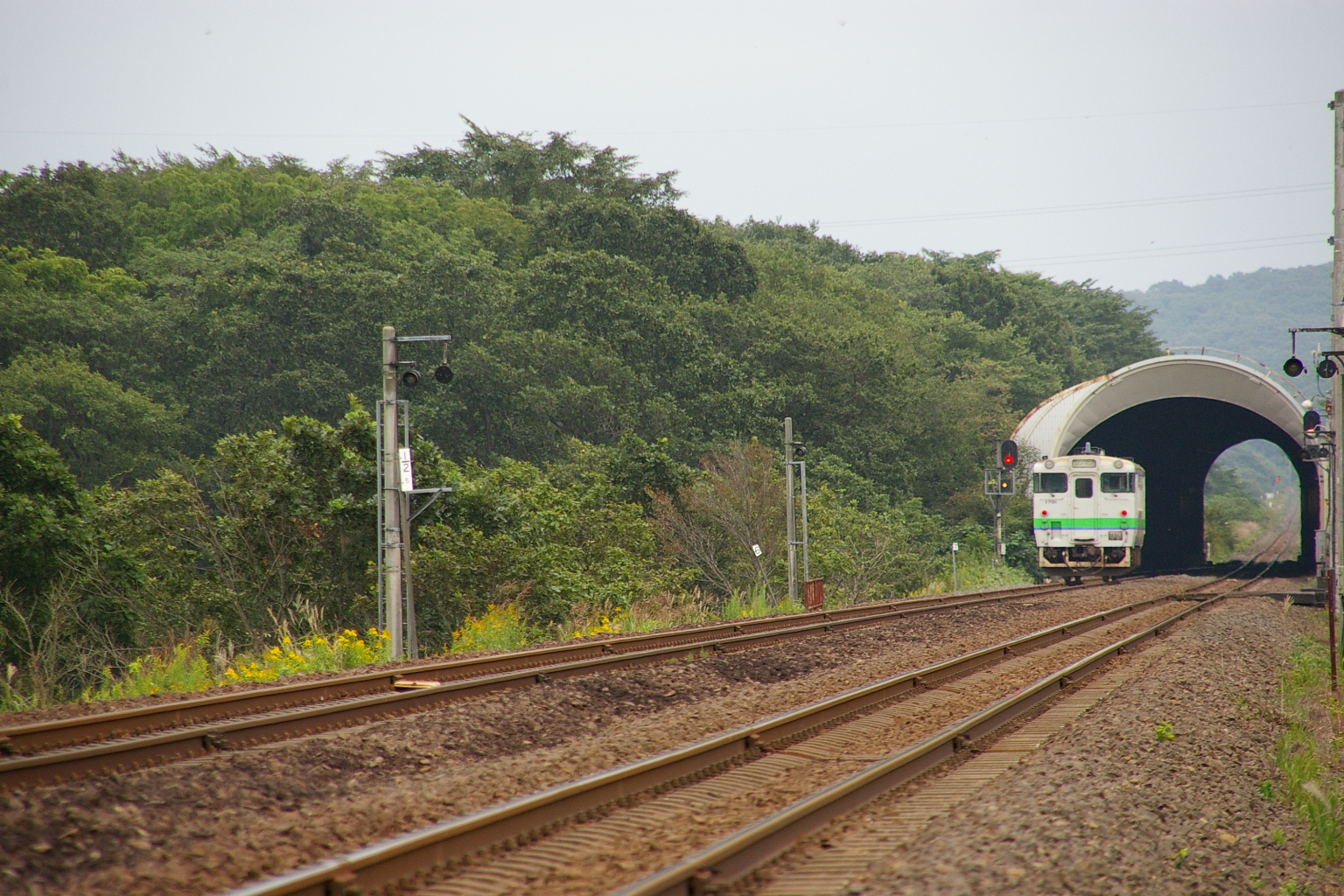
シェルター（2008年9月）

## 周辺
安平町・苫小牧市との市町境界に位置し、競走馬生産や酪農・養鶏を始めとした畜産が盛んな地域である。
- 千歳市立駒里小中学校

## 隣の駅
北海道旅客鉄道（JR北海道）
■石勝線
南千歳駅 (H14) - （駒里信号場） - （西早来信号場） - 追分駅 (K15)